# Victor Tobler
Johann Victor Tobler (* 13. Januar 1846 in Trogen; † 8. Februar 1915 in München; heimatberechtigt in Trogen) war ein Schweizer Genremaler und Illustrator.

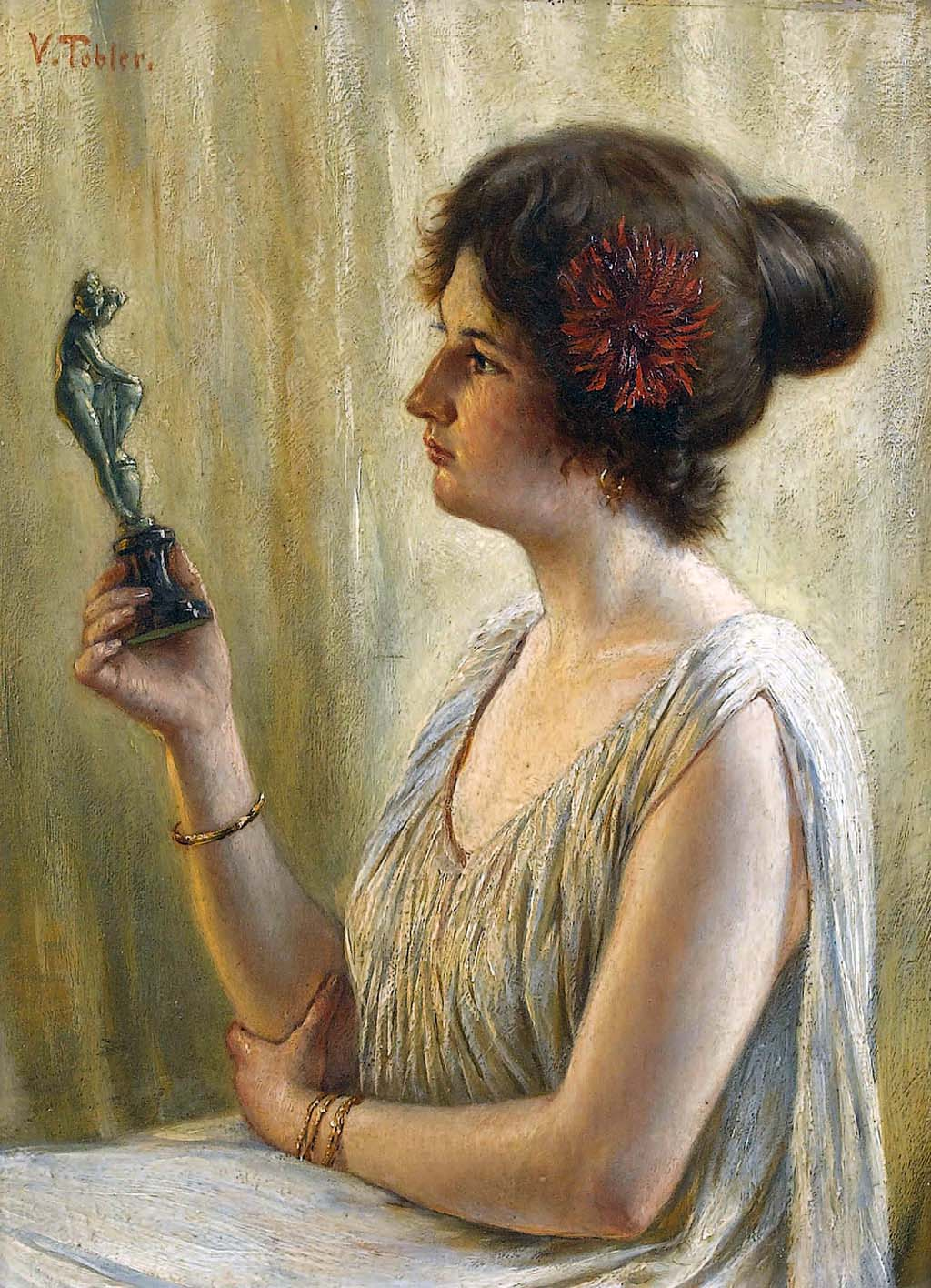
Johann Victor Tobler: Sitzende Dame mit Venusfigur

## Leben und Wirken
Victor Tobler wurde als Sohn des Kaufmanns und Ratsherrn Johann Jakob Tobler und dessen Ehefrau Susanna Ernestine geb. Fehr geboren. Im Alter von zehn Jahren verlor er seinen Vater, 1860 siedelte er mit seiner Mutter nach St. Gallen über, wo er die Kantonsschule besuchte. Seinen ersten Malunterricht erhielt er beim Zeichnungslehrer Johann Wilhelm Völker. Danach kam er in das Atelier von Rudolf Koller.
Tobler begann sein Studium am 20. Mai 1863 an der Münchner Königlichen Akademie der Bildenden Künste bei Wilhelm Lindenschmit dem Jüngeren. Später war er dessen Privatschüler. Seine Vorbilder waren Wilhelm von Kaulbach und Moritz von Schwind. Victor Tobler blieb in München und wurde zum Vorstandsmitglied der Münchner Künstlergenossenschaft gewählt.
Nach anfänglichen Volks- und Genreszenen wandte sich Tobler auch der Historienmalerei zu. Er lebte in München, nahm aber an Ausschreibungen in der Schweiz teil, so für den Berner Ratshaussaal und das Landesmuseum in Zürich. Zudem wirkte Tobler als Illustrator verschiedener Zeitschriften und Kalender und beaufsichtigte im Jahr 1885 in Stein am Rhein die Restaurierung der Bilder im Chor der Kirche St. Johannes auf der Burg.
Jeden Sommer verbrachte er einige Monate im Appenzellerland, wo er sich mit der dortigen Folklore und der Landschaft beschäftigte. Für seine Söhne F. Georg (1883–1946) und E. Victor (1878–1956) baute Tobler Ende des 19. Jahrhunderts ihr eigenes Marionettentheater, ausgestattet mit elektrischer Beleuchtung und versenkbaren Bodenpartien. Im Militärdienst wurde er zum Offizier der Artillerie befördert.
Viktor Tobler starb 1915 im Alter von 69 Jahren in München.

## Grabstätte

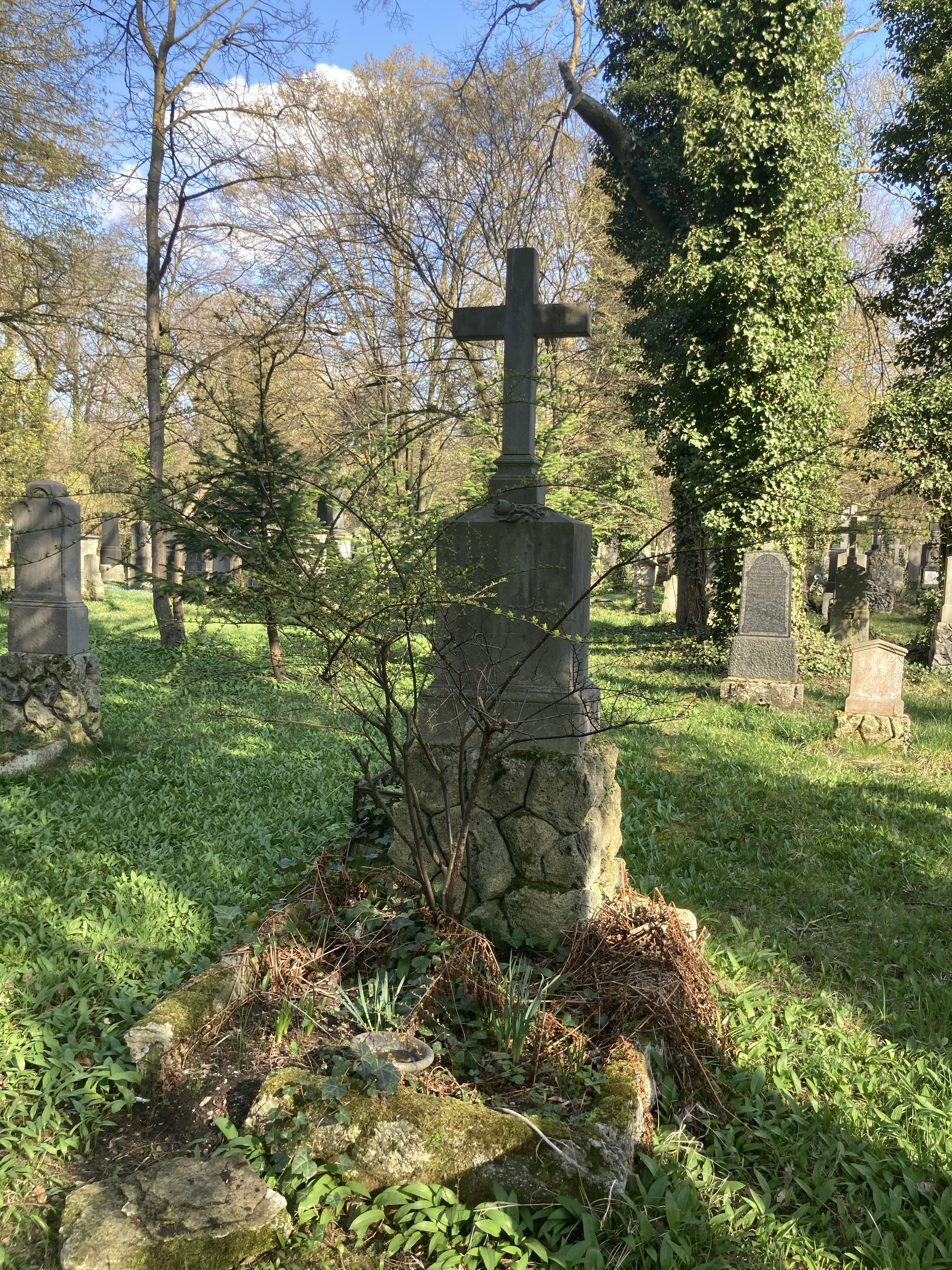
Grab von Viktor Tobler auf dem Alten Südlichen Friedhof in München

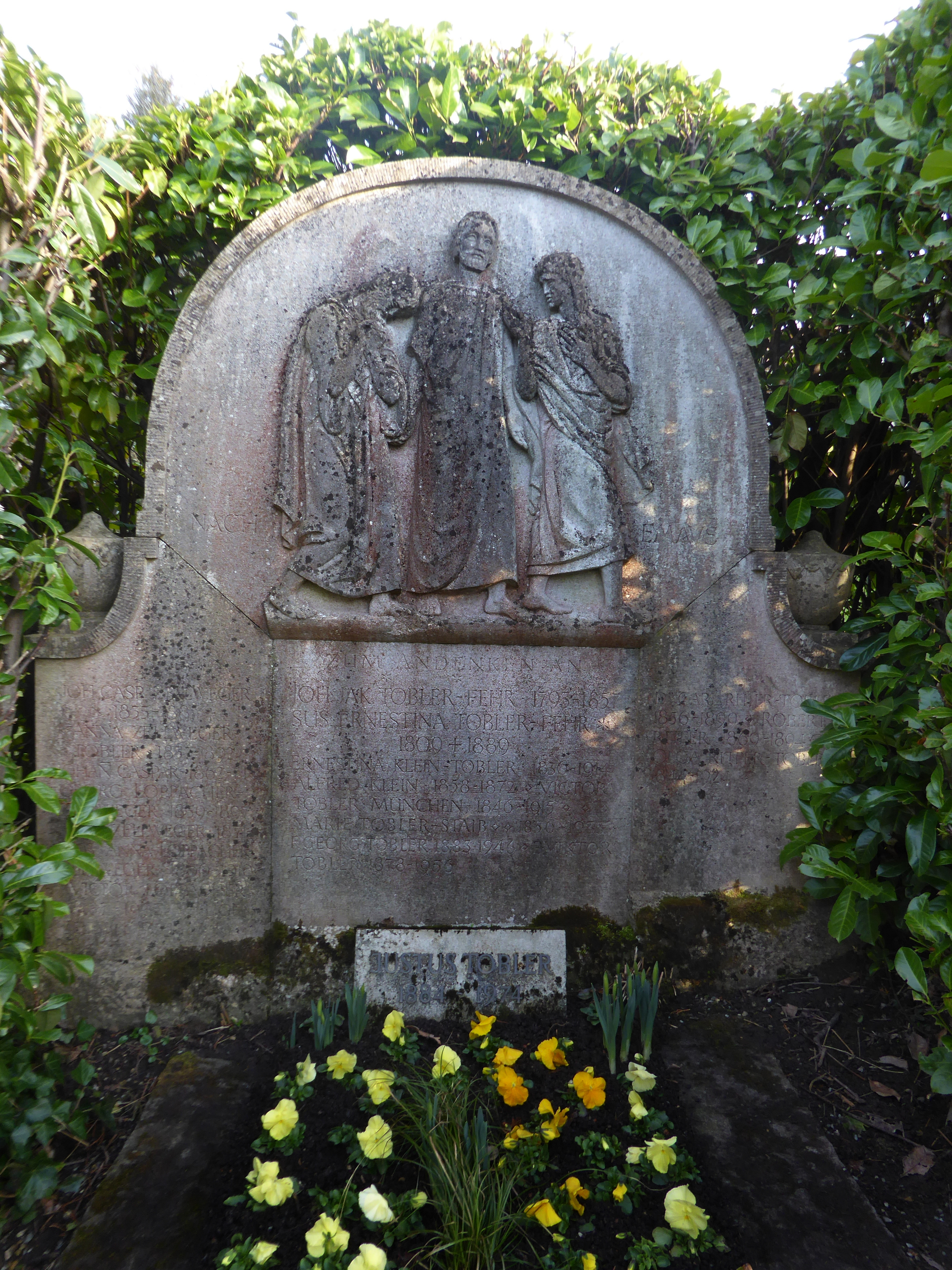
Familiengrab: Zellweger-Loppacher-Tobler-Fehr-Klein-Staib in Trogen.

Die Grabstätte von Viktor Tobler befindet sich auf dem Alten Südlichen Friedhof in München (Gräberfeld 34 – Reihe 11 – Platz 6) Standort.
Auf dem Friedhof von Trogen gibt es eine weitere Grabstätte für Viktor Tobler und einen Teil seiner Familie.